# Clan Ōta

Il mon (emblema) del clan Ōta

Il clan Ōta (太田氏?, Ōta-shi) fu un'importante clan giapponese di samurai che emerse nel periodo Sengoku fino a quello Edo. Durante lo shogunato Tokugawa divennero dei vassalli ereditari (fudai daimyō) del clan Tokugawa.

## Storia
Il clan Ōta dichiarava di discendere dal Seiwa Genji attraverso Minamoto no Hirotsune, un figlio minore di Minamoto no Yorimasa. Un discendente della quinta generazione di Hirotsune, Minamoto no Sukekuni, si stabilì nel distretto Kuwada della provincia di Tamba (oggi Kameoka) e adottò il nome Ōta.
Durante la prima parte del periodo Muromachi, Ōta Sukekiyo servì il ramo Ogigayatsu del clan Uesugi e fu nominato shugodai della provincia di Sagami. I suoi discendenti risiedevano in diverse località della provincia di Musashi durante il periodo Sengoku, e in diversi momenti controllarono il castello di Edo, quello di Kawagoe e quello di Iwatsuki. Vari rami del clan servirono anche il clan Satomi, il clan Hōjō e il clan Satake. Un ramo si trasferì a Kyūshū e servì come karō del clan Nabeshima durante il periodo Edo.
Con l'avvento dello shogunato Tokugawa, Ōta Sukemune servì come hatamoto Tokugawa Ieyasu dopo la caduta del clan Hōjō diventando uno dei primi wakadoshiyori. Sua sorella divenne anche una concubina di Tokugawa Ieyasu. Nel 1635 venne elevato al rango di daimyō con una rendita di 15.600 koku nel dominio di Yamakawa nella provincia di Shimotsuke. Venne trasferito nel dominio di Nishio a Mikawa con un aumento a 35.000 koku e successivamente al più prestigioso dominio di Hamamatsu (35.000 koku) nella provincia di Tōtōmi.
I suoi discendenti vennero trasferiti più volte dallo shogunato, successivamente nel 1687 a dominio di Tanaka a Suruga (50.000 koku), nel 1703 dominio di Tanakura a Mutsu, e nel 1728 a dominio di Tatebayashi a Kōzuke (50.000 koku). Successivamente, nel periodo compreso tra gli anni 1746 e 1868, questo ramo del clan Ōta si stabilì nel dominio di Kakegawa (53.000 koku) a Tōtōmi
L'ultimo capo del clan, Ōta Sukeyoshi ricevette il titolo kazoku di "visconte" con il rinnovamento Meiji.

## Membri importanti del clan
- Ōta Sukekuni
- Ōta Dōkan (太田道灌?) (1432-1486) costruttore del castello di Edo (1457).
- Ōta Suketata (太田資高?) (1498-1547) riconquistò il castello di Edo difendendolo assieme agli Hōjō dai clan Tōyama e Tominaga.
- Ōta Sukeaki (太田資顯?) (1508-1547) signore del castello di Iwatsuki. Succedette al padre Sukeyori nel 1535. Dopo la morte del Signore Tomosada nella battaglia di Konodai si alleò agli Hōjō.
- Ōta Sukemasa (太田資正?) (1522-1591) servì i clan Uesugi e Satake, combattendo contro gli Hōjō.
- Ōta Yasusuke (太田康資?) (1531-1581) servitore Hōjō che divenne successivamente alleato Satomi.
  - la figlia di Yasusuke, Okatsu-no-tubone/Eishoin, fondò il tempio Eisho-ji a Kamakura (1636)[4]
- Ōta Ujikuse (太田氏資?) (1542-1567) servitore Hōjō, signore del castello di Iwatsuki ed erede di Sukemasa. Combatté nelle retroguardie Hōjō nella battaglia di Mifuneyama e fu ucciso durante lo scontro.
- Ōta Shighemasa (太田重正?) (1561-1610) figlio di Yasusuke, servì inizialmente il clan Satomi e successivamente Tokugawa Ieyasu.
- Ōta Sukemune (太田資宗?) (1600-1680) figlio di Shighemasa.
- Ōta Sukeyoshi, 1763-1805 - ((太田資愛?) Kyoto shoshidai (1789–1792), rōjū (1793–1801)
- Ōta Sukemoto, 1799-1867 - ((太田資始?) Kyoto shoshidai (1831–1834)